# Shapu, Guangdong
Shapu är en köping i sydöstra Kina. Den ligger i stadsdistriktet Dinghu i staden Zhaoqing i provinsen Guangdong, omkring 61 kilometer väster om provinshuvudstaden Guangzhou. Antalet invånare är 15 598. Befolkningen består av 7 552 kvinnor och 8 046 män. Barn under 15 år utgör 15,0 %, vuxna 15-64 år 70 %, och äldre över 65 år 13,0 %.